# Celtia pointmanbiensis
Celtia pointmanbiensis är en kräftdjursart som beskrevs av Brouwers 1993. Celtia pointmanbiensis ingår i släktet Celtia och familjen Trachyleberididae. Inga underarter finns listade i Catalogue of Life.